# René Guyon
René Guyon (Pichan Bulayong, Thai: พิชาญ บุลยง; * 27. Mai 1876 in Sedan; † 1963 in Bangkok) war ein französisch-thailändischer Rechtsphilosoph und Rechtsanwalt.

## Leben
René Guyon stammte aus dem nordfranzösischen Sedan, an der Grenze zu Belgien. Er promovierte an der Universität von Paris in Rechtswissenschaften und arbeitete als Rechtsanwalt und Richter. 1908 holte ihn König Rama V. (Chulalongkorn) nach Siam mit der Aufgabe, einen modernen Gesetzescodex zu verfassen, der das Land auf dem Gebiet des Rechtswesens in die Moderne führen sollte. 1919 veröffentlichte er dazu den Bericht „Die Abfassung von Gesetzen in Siam“.
Guyon reiste in Europa, Nordafrika, Sibirien, China, Indochina, Malaya und Indonesien. Er war ein eifriger Kritiker sowohl des Völkerbunds sowie der Vereinten Nationen, die er in der Hand von Interessengruppen sah, die nicht die Menschenrechte und die Freiheitsrechte der Französischen Revolution im Sinne hatten oder haben.

## Werk
Als Rechtswissenschaftler ist Guyon heute überwiegend wegen seiner „Studien zu sexueller Ethik“ (1929–1944) in Erinnerung. Die ersten sechs Bände wurden zwischen 1929 und 1939 in Frankreich veröffentlicht und nach der Eroberung Frankreichs durch das Deutsche Reich verboten. Die letzten drei Bände wurden niemals veröffentlicht und befinden sich heute im Kinsey-Institut an der Universität Indiana, Bloomington, Indiana, USA.
Guyon schrieb dazu:

„In meinen 'Studien zu sexueller Ethik' schlug ich die Befreiung der sexuellen Handlungen der Menschen vor, die heute unterdrückt und verfolgt werden, und ihre Eingliederung in eine Lehre, deren wissenschaftliche und logische Grundlage die Berechtigung und die Freiheit sexueller Handlungen bildet … Die Essenz dieser Lehre von der Befreiung ist, dass sexuelle Organe und sexuelle Handlungen ebenso moralisch oder amoralisch sind als jede andere physiologische Äußerung von Lebewesen und dass daher unzweifelbar für jeden gerechtfertigt sind; und dass jeder das Recht hat, diese Organe zu benützen und alle Handlungen nach eigenen Wünschen zu vollziehen, solange diese ohne Gewalt, Zwang oder Betrug gegenüber einer anderen Person stattfinden.“

## Wirkung
Die René-Guyon-Gesellschaft ist nach ihm benannt.

## Schriften
- La constitution australienne de 1900. Chevalier-Marescq, Paris 1902 (zugl. Thèse droit Paris, 1902).
- Ce que la loi punit, code pénal expliqué. Larousse, Paris 1909.
- L'oeuvre de codification au Siam. Impr. nationale, Paris 1919.
- mit Charles Guyon: A travers la forêt vierge. Aventures extraordinaires de deux jeunes Français au Brésil. Impr. Chaix, Paris 1923.
- Essai de métaphysique matérialiste. Alfred Costes, Paris 1924.
- La cruauté. F. Alcan, Paris 1927.
- La légitimité des actes sexuels. Imprimerie Dardaillon, Saint-Denis 1929. (Études d'éthique sexuelle; 1). (Engl. Übersetzung: Sex Life & Sex Ethics Translated by John Carl Flugel and Ingeborg Flügel. With an introduction and notes by Norman Haire.  John Lane, London 1933. Reprints: The Ethics of Sexual Acts. Knopf, New York, NY 1958. (Studies in sexual ethics; 1); University Press of the Pacific, Honolulu, Hawaii 2001, ISBN 0-89875-369-4).
- Réflexions sur la tolérance. F. Alcan, Paris 1930.
- Essai de psychologie matérialiste. A. Costes, Paris 1931.
- La liberté sexuelle. Impr. Dardaillon, Saint-Denis 1933. (Études d'éthique sexuelle; 2). (Engl. Übersetzung: Sexual Freedom. Translated from the french by Eden and Cedar Paul; with an introduction by Norman Haire. Alfred A. Knopf, New York 1950).
- Révision des institutions classiques : mariage, famille. Impr. Dardaillon, Saint-Denis 1934. (Études d'éthique sexuelle; 3).
- Politique rationnelle de sexualité : la reproduction humaine. Impr. Dardaillon, Saint-Denis 1936. (Études d'éthique sexuelle; 4).
- Politique rationnelle de sexualité : le plaisir sexuel. Impr. Dardaillon, Saint-Denis 1937. (Études d'éthique sexuelle; 5).
- La persécution des actes sexuels. 1, Les courtisanes. Impr. Dardaillon, Saint-Denis 1938. (Études d'éthique sexuelle; 6).
- La Porte large. 1er cahier. Osiris : ou la Mise au point du divin. Ch. Rieder, Paris 1939.
- Sex offences in the future penal law. In: The Journal of Sex Education, Bände 2–4 (1949–1952).
- Human rights and the denial of sexual freedom. Bangkok 1951.
- Éros : ou la Sexualité affranchie. Impr. nouvelle, Thouars 1952. (La Porte large; Cahier 2).

### Unveröffentlichte Schriften
- La persécution des actes sexuels. Intermédiaires, mineurs, la terreur puritaine. (2 Bände).
- Comment organiser une société prosexuelle.
- Nécessité d'abolir les infractions sexuelles en droit pénal.[2]

### Deutsche Übersetzungen
- Die Ethik der Sexualhandlungen. Aus dem Englisch übersetzt von Ulrich Huter, Regensburg [Postfach 110317] 2003, DNB 970902778 (436 Seiten).
- Sexuelle Freiheit. Aus dem Französischen übersetzt von Eden und Cedar Paul mit einer Einleitung von Norman Haire. Aus dem Englisch von Ulrich Huter, Leipzig [Arno-Nitzsche-Str. 8] 2005, DNB 974244546 (377 Seiten).
- Vernünftige Sexualpolitik: B. Das sexuelle Vergnügen, ethische Sexualstudien. Aus dem Französisch übersetzt von Ulrich Huter, Karlovy Vary 2007, DNB 986310891 (340 Seiten, Spiralheftung).